# Stalker (série de televisão)
Stalker é uma série de televisão americana de drama policial criada por Kevin Williamson sobre vítimas de perseguição e os detetives da Unidade de Avaliação de Ameaças do LAPD que investigam os crimes. O programa durou uma temporada, transmitida pela CBS a partir de 1 de outubro de 2014. Em 8 de maio de 2015, a CBS cancelou Stalker após uma temporada, encerrando assim a série em um cliffhanger não resolvido.

No Brasil, a série foi transmitida pelo Universal Channel. Stalker foi recebida com avaliações geralmente negativas por parte dos críticos, marcando uma pontuação de 17 em 100 pontos no Metacritic. A partir de 12 de outubro de 2015 a Rede Globo passou a exibir a série substituindo Revenge.

## Enredo
Uma tenente de polícia sofre perseguição de um antigo sociopata, quando é obrigada a se redescobrir enquanto profissional. De protetora à vítima, o sofrimento passa a comover quem assiste. Outro detetive também se vê em meio a uma trama, quando ele próprio é um stalker. Mas tudo muda ao final, quando descobrimos dois grandes vilões em apenas uma temporada.

## Elenco

### Elenco principal
- Dylan McDermott como o detetive Jack Larsen
- Maggie Q como tenente-detetive Beth Davis
- Mariana Klaveno como o detetive Janice Lawrence
- Victor Rasuk como o detetive Ben Caldwell
- Elisabeth Röhm como advogada deputada distrital Amanda Taylor[6]

### Elenco recorrente
- Tara Summers como Tracy Wright
- Erik Stocklin como Perry Whitley/"Brody"
- Gabriel Bateman como Ethan Taylor
- Warren Kole como Trent
- Chelsea Harris como Belle

## Episódios
| Nº | Título                             | Exibição original       |
| -- | ---------------------------------- | ----------------------- |
| 1  | "Pilot"                            | 1 de outubro de 2014    |
| 2  | "Whatever Happened to Baby James?" | 8 de outubro de 2014    |
| 3  | "Manhunt"                          | 15 de outubro de 2014   |
| 4  | "Phobia"                           | 22 de outubro de 2014   |
| 5  | "The Haunting"                     | 29 de outubro de 2014   |
| 6  | "Love is a Battlefield"            | 5 de novembro de 2014   |
| 7  | "Fanatic"                          | 12 de novembro de 2014  |
| 8  | "Skin"                             | 19 de novembro de 2014  |
| 9  | "Crazy for You"                    | 26 de novembro de 2014  |
| 10 | "A Cry for Help"                   | 3 de dezembro de 2014   |
| 11 | "Tell All"                         | 10 de dezembro de 2014  |
| 12 | "Secrets and Lies"                 | 14 de janeiro de 2015   |
| 13 | "The News"                         | 21 de janeiro de 2015   |
| 14 | "My Hero"                          | 28 de janeiro de 2015   |
| 15 | "Lost and Found"                   | 4 de fevereiro de 2015  |
| 16 | "Salvation"                        | 11 de fevereiro de 2015 |
| 17 | "Fun and Games"                    | 18 de fevereiro de 2015 |
| 18 | "The Woods"                        | 27 de Abril de 2015     |
| 19 | "Love Hurts"                       | 11 de Maio de 2015      |
| 20 | "Love Kills"                       | 18 de Maio de 2015      |